# Coleophora seminella
Coleophora seminella é uma espécie de mariposa do gênero Coleophora pertencente à família Coleophoridae.